# Trinidad (Texas)
Pour les articles homonymes, voir Trinidad.
Trinidad est une petite ville du comté de Henderson, située dans l'État du Texas (États-Unis).  Lors du recensement de 2010, elle comptait 886 habitants.